# Sharon Bradey
Sharon Bradey ist eine ehemalige australische Squashspielerin.

## Karriere
Sharon Bradey spielte von 1991 bis 1997 auf der WSA World Tour und gewann auf dieser drei Titel. Ihre höchste Platzierung in der Weltrangliste erreichte sie mit Rang 17 im August 1987. Zwischen 1987 und 1995 stand sie sechsmal im Hauptfeld der Weltmeisterschaft und erzielte ihr bestes Resultat mit dem Einzug ins Achtelfinale 1990 und 1992. In diesem unterlag sie Michelle Martin in drei Sätzen.
Nach ihrer aktiven Karriere wurde sie Trainerin und ist seit vielen Jahren im Harvard Club in Boston tätig.

## Erfolge
- Gewonnene WSA-Titel: 3